# Franciscus Effendi
Franciscus Effendi (* 20. September 1940 in Surabaja) ist ein indonesischer Maler, der nach Europa emigrierte.

## Leben und Werk
Effendi studierte von 1959 bis 1965 an der Akademie der Bildenden Künste in Yogyakarta Malerei. Als Kommunist wurde er nach dem Putschversuch der Bewegung 30. September 1965 inhaftiert. Ihm gelang mit Hilfe von Genossen 1966 die Flucht. Es folgte eine Odyssee durch mehrere Länder (in China ein längerer Aufenthalt) nach Europa. Über mehrere Stationen kam er 1971 in die DDR, wo er Asyl erhielt. Er war Aspirant an der Hochschule für Bildende Künste Dresden und machte sich dann in Dresden als Künstler selbstständig. Effendi gehörte zu den Künstlern, deren Werke von gesellschaftlichen Institutionen, Behörden, Großbetrieben und Privatpersonen der DDR angekauft wurden. So erwarb z. B. der Rat der Stadt Dresden mehrere Tafelbilder und der Bund der Evangelischen Kirchen u. a. das Tafelbild Judas. Von diesen Arbeiten befinden sich heute über 40 im Kunstfonds des Freistaats Sachsen -  vermutlich der größte Bestand in einer öffentlichen Sammlung.
1982 drehte das DEFA-Studio für Dokumentarfilme einen Kurzfilm über Effendi.

## Darstellung Effendis in der bildenden Kunst
Alfred Hesse: Student aus Djakarta (Öl auf Hartfaser, 68,3 × 53,7 cm, 1970; Kunstfonds des Freistaats Sachsen)

## Rezeption
„Neben den traditionellen Überlieferungen seiner Heimat zeigt er sich auch beeinflusst von den europäischen Traditionen. In der Kombination entwickelte er seine eigenwillige unverwechselbare Bildsprache, die von einem stark ornamentalen Zug sowie anderen perspektivischen Prinzipien und anderer Symbolik als im europäischen Raum charakterisiert ist. Effendis persönlichen Erfahrungen mit Verfolgung, Inhaftierung, Flucht und Emigration und Verlust der Heimat bestimmen die Motive und Ästhetik seiner Werke nachhaltig, die zwischen religiöser, mythischer, traumhafter und symbolistischer Atmosphäre angesiedelt sind.“
„In seiner Malerei greift Effendi in Auseinandersetzung mit den Stilmitteln des Surrealismus Formen der europäischen Moderne und Avantgarde auf. In Anlehnung an Salvador Dalí verbindet er eine glatte Malweise mit überlängten Figuren und verzerrten Schatten.“

## Werke (Auswahl)

### Tafelbilder
- Indonesien 1965. Der zerrissene Schatten (Öl auf Leinwand, 90 × 90 cm, 1976)[8]
- Selbstporträt (Öl auf Leinwand, 97 × 72 cm, 1969; Kunstfonds des Freistaats Sachsen)[9]
- Bildnis einer Indonesierin (Öl auf Leinwand, 90 × 70 cm, 1970)[10]
- Vogel aus Papier (Öl auf Leinwand, 60 × 50 cm, 1977)[11]
- Der Krieg (Öl auf Leinwand, 92 × 142,3 cm, 1978; Kunstfonds des Freistaats Sachsen)[12]
- Zirkus (Öl auf Leinwand, 80 × 90 cm, 1978)[13]
- Die Gefahr des Krieges / Bildnis S. (Öl auf Leinwand, 70,5 × 80,5 cm, 1984; Kunstfonds des Freistaats Sachsen)[14]

### Zeichnungen
- Vertreibung der Kinder (Bleistift, 1978)[15]
- Die Flucht (Öl auf Leinwand, 100 × 132 cm, 1978; Kunstfonds des Freistaats Sachsen)[16]

## Ausstellungen (unvollständig)

### Einzelausstellungen
- 1976: Grossenhain, Kreiskulturhaus
- 1980: Merseburg, Museum
- 1981: Berlin, Otto-Nagel-Haus
- 1990: Freital, Haus der Heimat
- 1990/1991: Gera, Kunstgalerie Gera

### Ausstellungsbeteiligungen
- 1977/1978 und 1982/1983: Dresden, VIII. und IX. Kunstausstellung der DDR
- 1979 und 1985: Dresden, Bezirkskunstausstellung